# Areszt Ekrema İmamoğlu
Ten artykuł dotyczy trwającego wydarzenia. Informacje w nim zamieszczone mogą się zmienić lub zdezaktualizować wraz z postępem zdarzenia, a początkowe doniesienia mogą być niepewne. Ostatnie zmiany tego artykułu mogą nie odzwierciedlać najbardziej aktualnych informacji.
19 marca 2025 roku burmistrz Stambułu Ekrem İmamoğlu został aresztowany przez turecką policję pod zarzutami korupcji i wspierania terroryzmu (PKK), wraz z ponad 100 innymi osobami.

## Tło
18 marca 2025 roku Uniwersytet Stambulski unieważnił dyplom İmamoğlu, powołując się na „nieprawidłowości”, co uniemożliwiło mu kandydowanie w wyborach prezydenckich w 2028 roku. Decyzja zapadła na kilka dni przed planowanym zgłoszeniem go przez opozycję jako kandydata.

## Aresztowanie
Rankiem 19 marca 2025 roku turecka policja otoczyła rezydencję İmamoğlu w Stambule. W filmie opublikowanym na X około godziny 7:00 czasu lokalnego, İmamoğlu powiedział: „Stoimy przed wielką opresją, ale się nie poddam. Powierzam się mojemu narodowi”. Niedługo potem został zatrzymany wraz z ponad 100 osobami, w tym swoim asystentem Muratem Ongunem, dwoma burmistrzami dzielnic Stambułu z CHP oraz dziennikarzami i biznesmenami.
Prokuratura w Stambule oskarżyła İmamoğlu o bycie „przywódcą organizacji przestępczej”, zarzucając mu korupcję, wymuszanie, łapówkarstwo i pranie pieniędzy w związku z kontraktami miejskimi. Prokuratorzy zarzucili mu również wspieranie PKK poprzez sojusz wyborczy z prokurdyjską Partią Wolności i Demokracji Ludowej (DEM) podczas wyborów samorządowych w 2024 roku. Rząd twierdził, że ta „miejska koalicja” wzmocniła wpływy PKK w miastach. İmamoğlu i jego zwolennicy odrzucili zarzuty jako sfabrykowane, twierdząc, że są one polityczną próbą wyeliminowania go jako rywala dla Erdoğana.
Władze wprowadziły czterodniowy zakaz demonstracji w Stambule, zamknęły główne drogi i ograniczyły dostęp do platform społecznościowych, takich jak X, YouTube i Instagram, według monitora sieci Netblocks. İmamoğlu został przewieziony do Vatan Security Department w Stambule, gdzie pozostawał w areszcie do czasu dalszych procedur prawnych.

## Skutki gospodarcze
Aresztowanie Ekrema İmamoğlu 19 marca 2025 roku spowodowało gwałtowne wahania na tureckiej giełdzie. Rynek zareagował na wzrost politycznej niepewności spadkami kluczowych wskaźników. Lira turecka straciła do 14,5% wartości wobec dolara amerykańskiego. Indeks BIST 100 spadł o 8,72%, z poziomu 10 802 do 9860 punktów. Tureckie obligacje rządowe w dolarach (z terminem zapadalności w 2045 roku) straciły 1,6 centa, spadając do 80,9 centa. W odpowiedzi na osłabienie waluty bank centralny sprzedał rekordowe 10 miliardów dolarów rezerw.
Po wydarzeniach JPMorgan podniósł prognozę inflacji w Turcji na koniec 2025 roku z 27,2% do 29,5%. Podwyższono również prognozę inflacji za marzec z 2,3% do 3,2%. Bank przewiduje, że Turecki Bank Centralny (CBRT) obniży stopy procentowe o 150 punktów bazowych na każdym posiedzeniu od kwietnia, a końcowa stopa wyniesie 35%. Podkreślono również, że CBRT może wykorzystać rezerwy, aby przeciwdziałać dalszej dolaryzacji gospodarki.
Minister Skarbu Mehmet Şimşek oświadczył: „Robimy wszystko, aby zapewnić stabilność rynków. Nasz program gospodarczy jest konsekwentnie realizowany”.

## Reakcje
Aresztowanie İmamoğlu wywołało masowe protesty w całej Turcji. CHP określiła sytuację jako „polityczny zamach stanu”, podkreślając, że jest to atak na wolę wyborców. Przewodniczący CHP Özgür Özel zadeklarował pełne poparcie dla İmamoğlu, podczas gdy lider İYİ Partii Müsavat Dervişoğlu uznał zatrzymanie za „operację polityczną”. DEM Partia potępiła działania jako próbę stłumienia opozycji. Zafer Partisi zaapelowała o przestrzeganie prawa, a Partia Demokratyczna i Saadet Partisi wyraziły solidarność z İmamoğlu. Pracownicy magistratu Stambułu zorganizowali strajki, a obywatele wyszli na ulice Stambułu, Ankary i innych miast. Protesty odbyły się również na uniwersytetach, w tym na Uniwersytecie Stambulskim.
Na arenie międzynarodowej Rada Europy potępiła zatrzymanie jako „atak na demokrację”, a niemieckie MSZ wyraziło zaniepokojenie. Francja ostrzegła przed konsekwencjami dla tureckiej demokracji, a europoseł Nacho Sanchez Amor zapowiedział monitorowanie sytuacji. Human Rights Watch skrytykowała zatrzymania jako „motywowane politycznie”, a burmistrz Aten Charis Dokas wyraził poparcie dla İmamoğlu.

### Krajowe
- Przewodniczący CHP Özgür Özel nazwał aresztowanie „zamachem stanu”, nazywając İmamoğlu „[...] naszym przyszłym prezydentem”[8].
- Burmistrz Ankary Mansur Yavaş (CHP) stwierdził: „Aresztowanie wybranego burmistrza jest niedopuszczalne”, wcześniej zapowiadając zawieszenie swojej kandydatury w geście solidarności[8][9].
- Lider Partii Przyszłości Ahmet Davutoğlu skrytykował „wojnę o dyplomy” jako „hańbę dla Turcji”[8].
- Przewodniczący İYİ Partii Müsavat Dervişoğlu wezwał do bojkotu wyborów, nazywając sytuację „cywilnym zamachem stanu”[10].
- Lider Nowej Partii Dobrobytu Fatih Erbakan ostrzegł przed „osłabianiem fundamentów państwa”[11].

### Międzynarodowe
- Rada Europy potępiła zatrzymanie jako „atak na wolę ludu”, zapowiadając dyskusję na forum Kongresu Władz Lokalnych 24 marca[12].
- Sprawozdawca PE ds. Turcji Nacho Sanchez Amor wyraził zaniepokojenie, monitorując sytuację.
- Dyrektor HRW ds. Turcji Emma Sinclair-Webb potępiła zatrzymania jako „polityczną kampanię przeciwko opozycji”[12].